# United 93

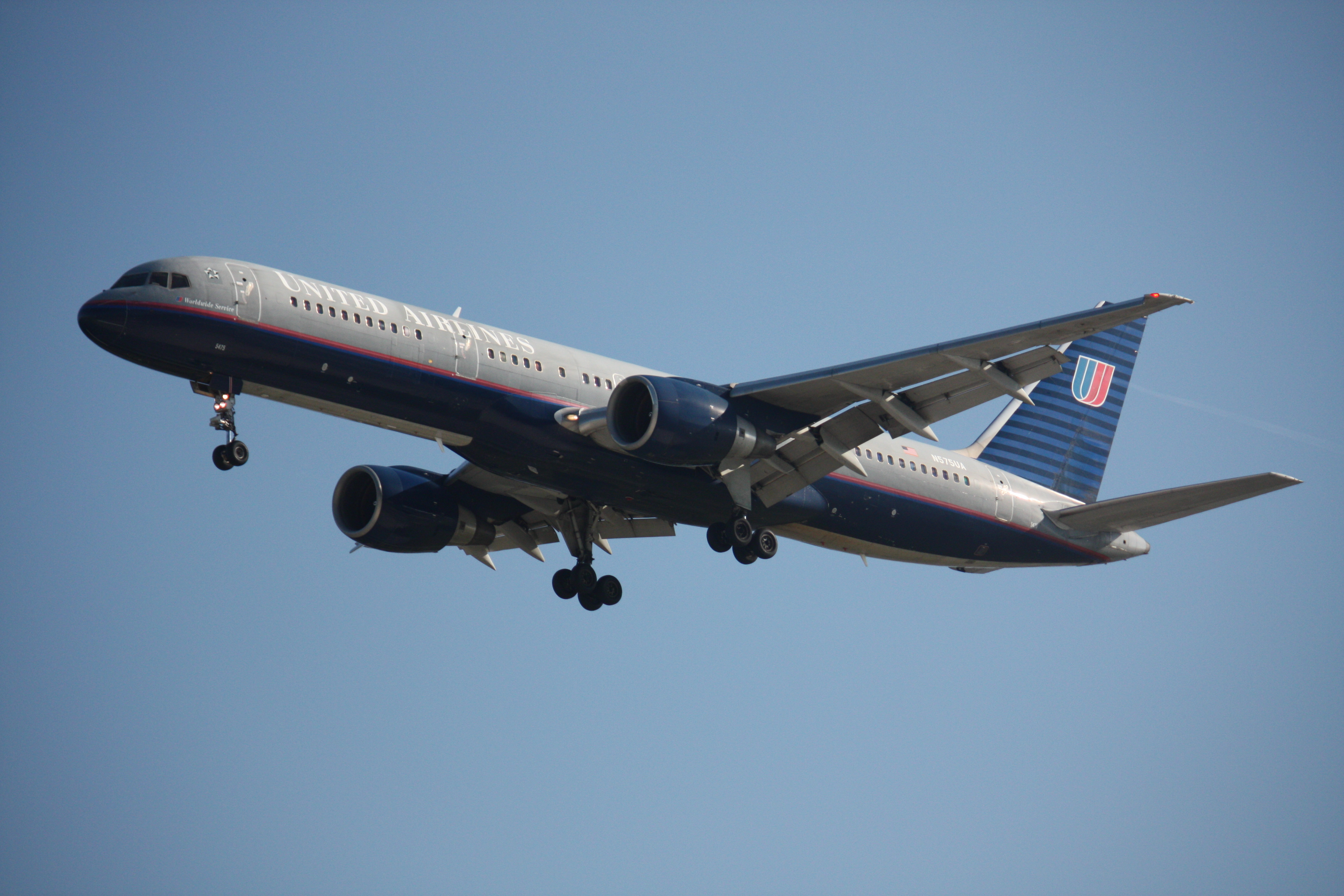
Un Boeing 757-200 de United Airlines, similar al secuestrado.

United 93 es una película estadounidense del año 2006 escrita, coproducida y dirigida por Paul Greengrass. La película narra la historia de los pasajeros, la tripulación, las familias en tierra y de los controladores aéreos del vuelo 93 de United Airlines antes, durante y después de ser convertido en el cuarto avión secuestrado en los Atentados del 11 de septiembre de 2001. Fue candidata a dos premios Óscar.

## Argumento
La película inicia con los cuatro futuros secuestradores del Vuelo 93 de United Airlines, Ziad Jarrah (Khalid Abdalla), Saeed Al-Ghamdi (Sarmed al-Samarrai), Ahmed Al-Nami (Jamie Harding) y Ahmed Al-Haznawi (Omar Berdouni) en el hotel donde pasaron la noche preparándose para el vuelo con destino a San Francisco. Cuando llegan al aeropuerto, dejan abandonado un automóvil en el estacionamiento y entran en la terminal. Mientras la tripulación dirigida por el comandante Jason Dahl (J. J. Johnson), el primer oficial LeRoy Homer Jr. (Gary Commock) y la jefa de azafatas Deborah Welsh (Polly Adams) se preparan para el vuelo, los secuestradores, junto con la tripulación y pasajeros restantes abordan el avión, pero se ven esperados a aguantar el retraso producido por los aviones que llegan y despegan. 42 minutos de retraso después, el avión despega. Mientras, en Boston y Nueva York, están preocupados por el secuestro del Vuelo 11 de American Airlines, del cual se desconoce cuáles son sus intenciones. La FAA envía dos F-15 en búsqueda de este vuelo, pero despegaron 7 minutos después de que el avión, un Boeing 767-200ER, se estrelle en la torre norte del World Trade Center. Luego se dan cuenta de que el Vuelo 175 de United Airlines, otro 767-200er, fue secuestrado luego de que se intentara evitar una colisión con un 737 de Delta Airlines sin que respondiera. 
Mientras, el United 93 alcanza la altitud de crucero de 35 000 pies (10 660 metros) comenzando el servicio a bordo. En la torre de control del Aeropuerto Internacional Libertad de Newark ven como el vuelo 175 se estrella en la torre sur del World Trade Center, dando a entender que Estados Unidos se encuentra bajo ataque terrorista. A las 9:28 AM, Saeed al-Ghamdi agarra a a azafata Deborah Welsh, a la cual mata, y Ahmed Al-Haznawi mata a Mark Rothenberg (Chip Zien) y Ahmed al-Nami se encarga de mandar a los pasajeros hacia la parte de atrás del avión. Luego Saeed mata a los dos pilotos del avión y Ziad se pone a cargo de los mandos, mientras Al-Nami y Al-Haznawi, este último con una bomba falsa atada al torso, controlan a los pasajeros. A las 9:37, en el Aeropuerto de Washington ven cómo un punto desaparece del radar, enterándose luego de que un avión de American Airlines se estrelló contra El Pentágono. Por entonces, se ordena que se suspendan todos los vuelos de Estados Unidos. En el vuelo 93, los pasajeros están dominados por el pánico y, gracias a Todd Beamer (David Alan Basche), se enteran de que 3 aviones se han estrellado y supuestamente hay 5 aviones más secuestrados. 
Rápidamente ponen en marcha un plan de acción. Cogen todo lo que pueda servir como arma y se disponen a reducir a los secuestradores y tomar el control del avión. Pero Al-Nami avisa a Ziad que están contraatacando, por lo que inicia el descenso para estrellarlo, los pasajeros logran inmovilizar a Al-Haznawi, Al-Nami los ahuyenta echándoles Matafuegos pero un pasajero lo detuvo y también lo inmovilizó. Inmediatamente intentan embestir la puerta de la cabina golpeándola con un carrito de comida, Saeed aguantaba la puerta pero los pasajeros, después de tantos golpes, lograron embestir la puerta, entraron amontonados e intentaron controlar a los secuestradores e irrumpir en la cabina, al parecer sin éxito, el avión quedó en descontrol, no lograron elevarlo y el avión se estrelló en un campo en Shanksville, Pensilvania. A pesar de los intentos de los pasajeros por tomar el avión, este se estrella en un campo en la localidad ya mencionada. Las 44 personas, incluidos los secuestradores, mueren cuando este impacta.

## Investigación
Paul Greengrass siguió de cerca la cobertura informativa de ese día, así como también sus consecuencias, mucho antes de que tuviera contacto con las familias. 
Después de terminar The Bourne Supremacy (2004) y de cancelar otro proyecto que tenía en mente, el realizador pensó conceptualmente en realizar la película, aunque no estaba del todo seguro si se trataría o no del momento oportuno para filmarla, debido a la inmediatez próxima del hecho en cuestión.
Una vez empezado el rodaje, la producción de la película se mantuvo en contacto permanente con las familias. A tal punto, que el director grabó distintos mensajes en video para las familias a las que sólo las mismas podían acceder en un sitio web en internet creado especialmente para la ocasión, que resultó un canal útil para el intercambio de información, debido a que lo que Greengrass quería era plasmar en pantalla los datos recabados con el mayor realismo posible.

## Rodaje
El rodaje empezó a mediados de noviembre. 
Las primeras escenas filmadas fueron las ocurridas dentro del avión, con tomas de duraciones variables (algunas escenas iban desde algunos minutos de duración hasta otras con casi una hora de trabajo). Los últimos minutos -que representan el desenlace terrible de la historia-, se rodaron por separado en una cabina conectada electrónicamente a un soporte instalado. Las escenas en un principio iban a ser rodadas por especialistas, pero los actores (de poco renombre para la industria) rechazaron la idea y decidieron filmar ellos mismos sus escenas de riesgo.
Las escenas en los centros y torres de control se rodaron del mismo modo, mediante improvisación y atención de detalles, con parámetros temporales y datos específicos.
A propósito de la escena final, el realizador Greengrass expresó: "La escena final me persigue. Una lucha por hacerse con el control de una máquina voladora del siglo XXI, entre una banda de fanáticos religiosos suicidas y un grupo de inocentes escogidos al azar entre todos nosotros. Es algo en lo que pienso a menudo. En cierto modo, simboliza la lucha actual por nuestro mundo".
En los créditos finales de la película iba a aparecer una frase que decía: "América's War on terror had begun" que en español significa: "La guerra de Estados Unidos contra el terrorismo ha comenzado". En el montaje final, la frase fue sustituida por otra que expresa: "Está película está dedicada a todas las víctimas del 11 de setiembre de 2001".

## Recepción de la crítica
La película posee un 91% de aceptación en Rotten Tomatoes, sobre 200 comentarios. En Metacritic su aprobación asciende al 90% de aceptación, sobre 39 comentarios.
James Berardinelli del portal Reel Views la nombró como una de las mejores películas de la década diciendo: "es un recordatorio de como se presentaban las cosas en ese día del 11 de septiembre, hace ocho años. Es difícil encontrar un registro mejor que éste".
Roger Ebert del Chicago Sun Times la consideró una de las mejores películas del año, diciendo: "ésta es una película magistral y desgarradora, que le hace honor a la memoria de las víctimas".
Peter Travers de Rolling Stone calificó al filme con cuatro estrellas (su máximo de puntuación) y expresó: "lejos de que sea explotador, el efecto termina siendo inspirador: ésta película representa lo mejor de nosotros".
David Edelstein de New York Magazine añadió que la película es: "brillante, fuertemente centrada y trascendental".
Mientras que Claudia Puig de USA Today también la nombró como uno de los mejores filmes del 2006 y opinó: "es un robusto, profundamente visceral y cautivador retrato de los trágicos eventos" y añadió: "es trascendente e intrigante, sobre todo teniendo en cuenta que sabemos el final".

## Premios
Premios Oscar
| Año  | Categoría      | Persona           | Resultado |
| ---- | -------------- | ----------------- | --------- |
| 2006 | Mejor director | Paul Greengrass   | Candidato |
| 2006 | Mejor edición  | Christopher Rouse | Candidato |

Premios BAFTA
| Año  | Categoría                | Persona                                              | Resultado  |
| ---- | ------------------------ | ---------------------------------------------------- | ---------- |
| 2006 | Mejor director           | Paul Greengrass                                      | Ganador    |
| 2006 | Mejor guion original     | Paul Greengrass                                      | Candidato  |
| 2006 | Mejor fotografía         | Barry Ackroyd                                        | Candidato  |
| 2006 | Mejor edición            | Christopher Rouse Clare Douglas Richard Pearson      | Ganadores  |
| 2006 | Mejor sonido             | Chris Munro Douglas Cooper Oliver Tarney Eddy Joseph | Candidatos |
| 2006 | Mejor película británica |                                                      | Candidata  |

## Comentarios
Lo sucedido en el vuelo se ha convertido en un icono de heroísmo en la historia de los Estados Unidos. Según los cineastas que realizaron la película, contaron con la completa colaboración de las familias de las víctimas. Un 10% de los ingresos recaudados durante los 3 primeros días fueron donados para la creación de un monumento a las víctimas.
La película se estrenó el 26 de abril de 2006 en el Tribeca Film Festival (Nueva York) y dos días más tarde en todo el país.

## Reparto
| Personaje        | Actor original (Estados Unidos) | Actor de voz (España) |
| ---------------- | ------------------------------- | --------------------- |
| Ziad Jarrah      | Khalid Abdalla                  | Jordi Brau            |
| Ahmed al-Nami    | Jamie Harding                   | David Jenner          |
| Ahmed al-Haznawi | Omar Berdouni                   | N/A                   |
| Saaed al-Ghamdi  | Lewis Alsamari                  | N/A                   |
| Todd Beamer      | David Alan Basche               | Javier Viñas,         |
| Tom Burnett      | Christian Clemenson             | Eduardo Farelo        |
| Colleen Fraser   | Denny Dillon                    | Rosa Maria Piza,      |
| Mark Bingham     | Cheyenne Jackson                | Daniel García,        |
| CeeCee Lyles     | Opal alladin                    | Concha García Valero  |